# Causahabiente
El causahabiente, en Derecho, es aquella persona física o jurídica que se ha sucedido o sustituido a otra, el causante, por cualquier título jurídico en el derecho de otra. La sucesión o sustitución puede haberse producido por acto entre vivos inter vivos o por causa de muerte mortis causa.
Por lo tanto, existen varias posibles figuras jurídicas dentro del concepto de causahabiente:
- En Derecho de sucesiones el causante puede serlo el autor de la sucesión (la persona fallecida) y el  causahabiente puede serlo el heredero o el legatario.
- En Derecho de obligaciones el causahabiente sería quien se subroga en los derechos y obligaciones por ejemplo, en caso de novación, en una acción oblicua (referente a los acreedores quirografarios), o en una cesión de derechos.

- Datos: Q5758937